# 克列伊季亞涅 (馬爾基夫卡區)
49°27′10″N 39°19′30″E / 49.45278°N 39.32500°E
克雷伊季亞內（烏克蘭語：Крейдяне）是位於烏克蘭東部的村莊，由盧甘斯克州舊比利斯克區的馬爾基夫卡市鎮負責管轄。該村始建於1918年，面積2.06平方公里，海拔高度157米，2001年人口139，人口密度每平方公里67.6人。